# Cantharidine
La cantharidine ou anhydride 2, 3-diméthyl-7-oxabicyclo[2,2,1] heptane-2, 3-dicarboxylique : C10H12O4 est une molécule excrétée par certains insectes coléoptères à des fins défensives.

## Origines
La cantharidine est isolée pour la première fois par le pharmacien français Pierre Jean Robiquet en 1810. Elle est produite par plusieurs insectes qui, par saignée réflexe de leur hémolymphe à l'articulation de leurs pattes, l'utilisent comme un poison défensif lorsqu'ils sont agressés. Les espèces concernées sont des coléoptères des familles Oedemeridae et Meloidae, en particulier la Cantharide officinale qui lui a donné son nom, mais aussi le Méloé violet qui est particulièrement riche en cantharidine, l'Œdémère ochracé ou encore Cerocoma schaefferi,.

## Toxicité
La cantharidine exsudée par l'insecte provoque des cloques douloureuses sur la peau humaine et le mufle des animaux. Une fois ingéré, ce poison est considéré comme aussi toxique que la strychnine.

## Propriétés
Le médecin grec du premier siècle de notre ère Dioscoride attribue aux Méloés des propriétés aphrodisiaques, mais cet effet stimulant à la suite de l'ingestion de produits séchés est considéré au XXIe siècle av. J.-C. comme peu fiable et dangereux.
La cantharidine entre dans la composition de topiques cutanés en dermatologie pour son action sur l'inhibition des protéines phosphatases 1 (PP1) et 2A (PP2A). Très diluée, elle est utilisée parfois pour traiter les verrues et le Molluscum contagiosum[réf. nécessaire].
Par le passé, la cantharidine est utilisée comme stimulant sexuel masculin. Le principe actif provoque une dilatation des vaisseaux sanguins et une irritation de la vessie et de l'urètre. En irritant l'urètre pénien, la cantharidine provoque une érection à petite dose mais s’avère mortelle a dose élevée. Félix Faure, septième président de la troisième république, mort pendant un ébat avec sa maîtresse Marguerite Steinheil a l’Élysée le 16 fevrier 1899, en aurait été victime.

Cantharidine
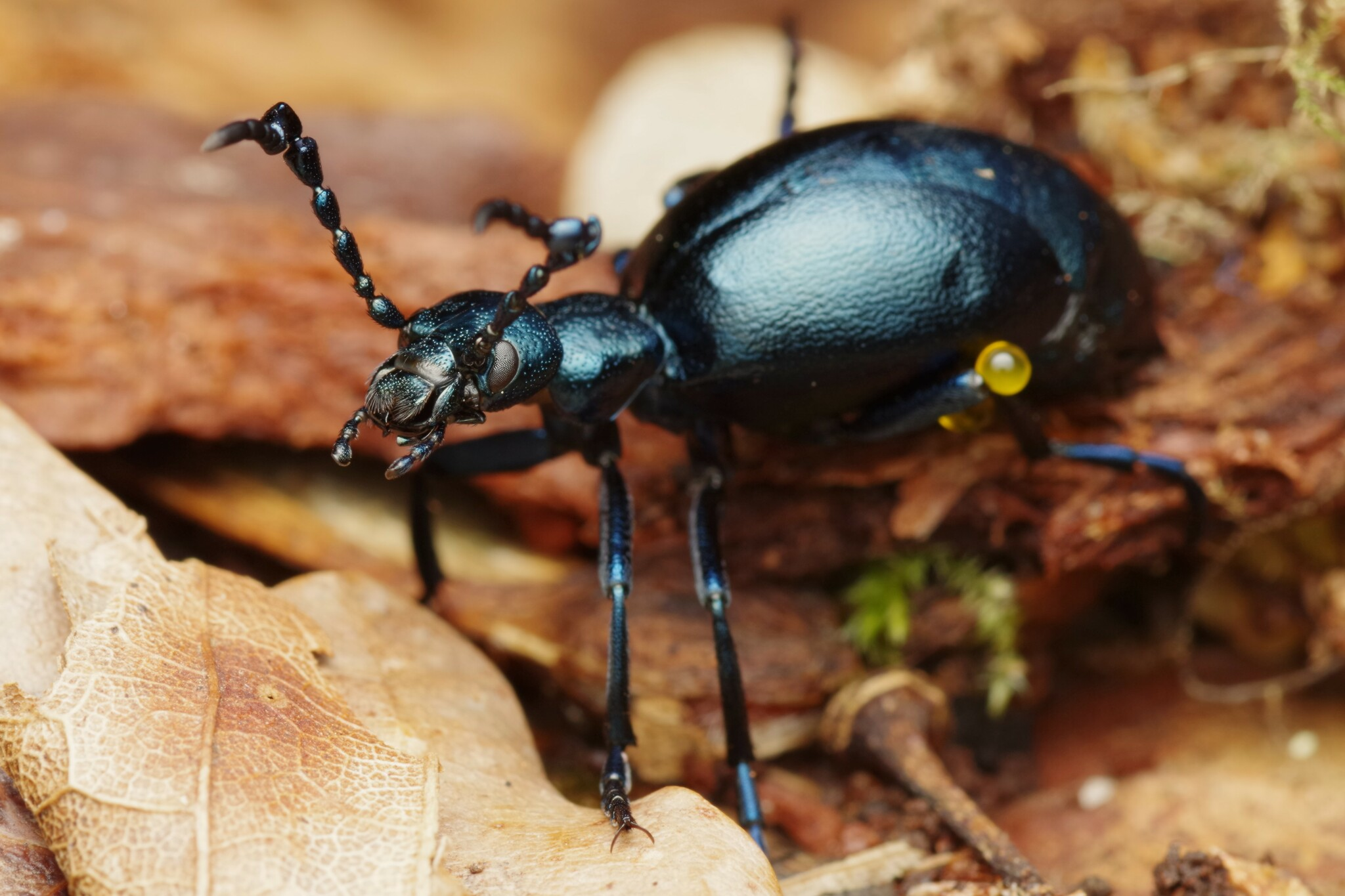
Méloé violet excrétant de la cantharidine.
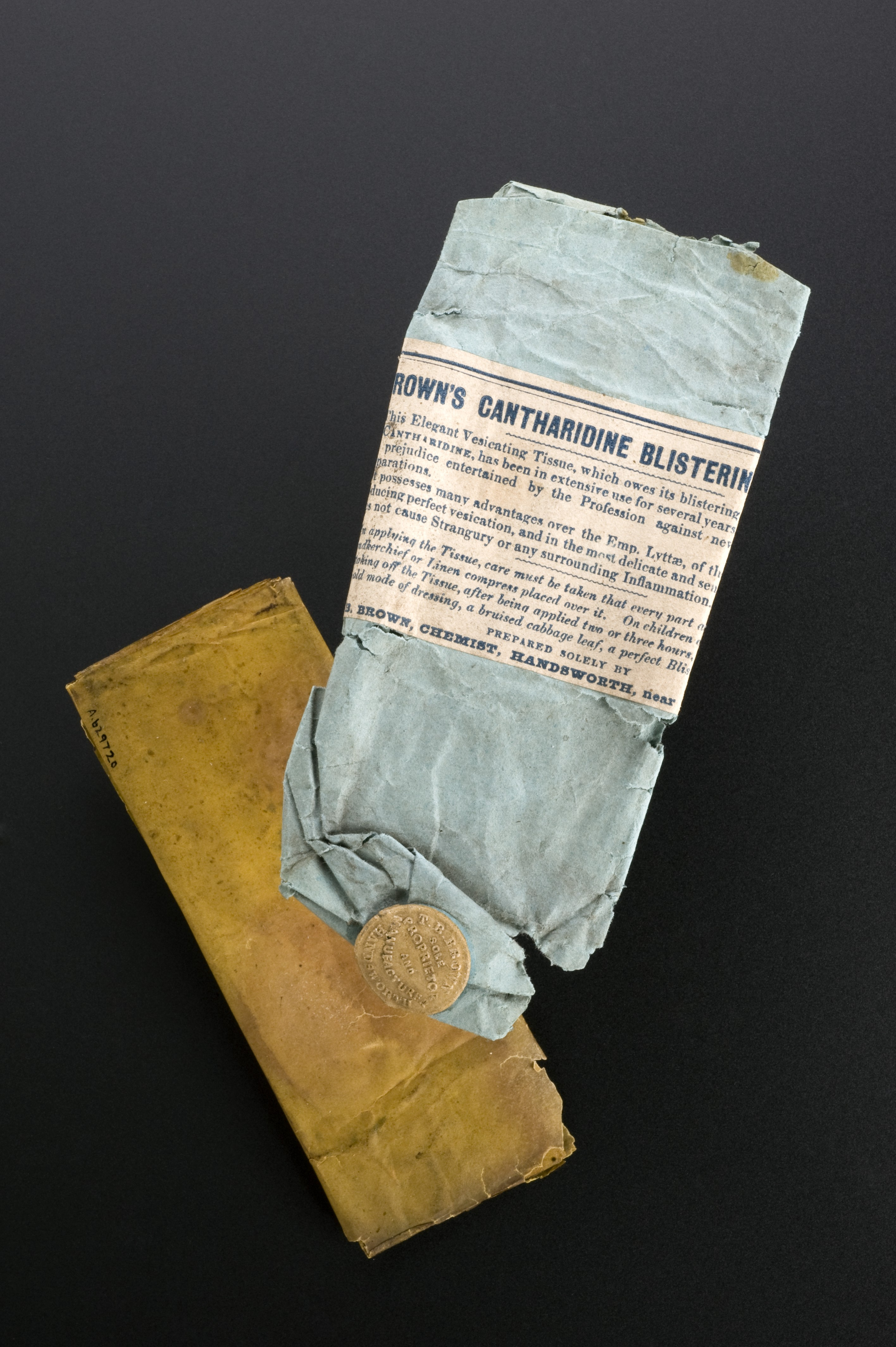
Cantharidine brute commercialisée en Angleterre.